# 明治図書出版
明治図書出版（めいじとしょしゅっぱん）は、日本の出版社で、主に教職員向けの教育書、児童・生徒向けの学習書を刊行している。本社は東京都北区に所在。2012年12月に本社を豊島区南大塚から北区滝野川へ移転。

## 創業時代、教育書出版のはじまり
1912年（明治45年）2月、京都府で教師をしていた藤原惣太郎が、歴史教育に興味を持ち、7年間かけて完成させた『日本歴史地図・九十二軸』が原点。
後に東京高等師範学校長となる三宅米吉の他、高名な歴史教育学者に好評を博し、藤原惣太郎はこれを背負って単身上京。同年6月に『日本歴史地図・二十軸』として刊行にいたった。
1923年（大正12年）9月1日、関東大震災に見舞われ、小売店を兼ねていた事務所や6か所の倉庫が焼け野原と化す。取引店の協力に触れ、藤原惣太郎は「明治図書五十年史」にて『人の真なる心は、苦難を受けたその時に判るとは金言であり、じつに至言であるとこの時ほど思ったことはありませんでした』と語っている。

## 第二次世界大戦の前後
昭和初期は、ファシズムの流れが強大になる中、新しい欧米の自由主義運動を展開する新教育協会の大部分の出版物を刊行。関東大震災前を大きく上回る事業規模となる。
ところが1940年（昭和15年）、高度な国防出版文化の建設を図る新聞雑誌用紙統制委員会により、思想の統一と資材の統制を趣旨とする通達が出される。
その結果1943年（昭和18年）、大八州出版株式会社に統合される。3,000ほどあった出版社が、この頃には200ほどに激減していた。明治図書株式会社は1944年（昭和19年）3月に解散した。
昭和初期はコンスタントに50～100点程度で推移していた新刊点数も、戦中は大きく落ち込み、終戦の1945年（昭和20年）は0点と途絶える。従業員の大部分が兵隊と徴用に取られていたこと、統制により用紙の資材不足であったことなどから、既刊の増刷を行う程度しか叶わなかった。
敗戦後、1945年（昭和20年）10月に2代目社長藤原政雄が就任し、教育出版事業を再開。
藤原政雄は先代同様、教師としての立場を経て教育出版業界を志している。

## 学習書部門の創設
1959年（昭和34年）、50周年記念事業の一般として学習書部門が発足し、「夏休みの絵日記」を発刊。学習書部門の立ち上げにあたっては、社長の藤原政雄が自ら全国の代理店をまわって協力を仰ぎ、現在の礎となる販売網を築いた。これと、教育書の長年の歴史により教育現場へ明治図書の名が浸透していたことにより、順調な成長を遂げる。
1961年（昭和36年）、小学校商品では「計算ドリル」「漢字ドリル」「わたしたちの東京」、中学校商品では「ペンマンシップ」、「学級日記」など、現在も発刊されている商品の原型となる商品が新刊ラッシュを迎える。
1962年（昭和37年）、現在の学習書部門における主要商品の「整理と対策（当時5教科各130円、2016年現在1,120円）」や「積み上げテスト（当時5教科各50円）」を発刊。入試教材に関しては、いわゆる小尾通達による都立高校の受験制度の変更によって打撃を受けるが、いち早く日常学習・家庭学習の教材を充実させる方針を採り、学習書も現場へ浸透していった。
1965年（昭和40年）、大塚社屋落成。

## 沿革（1965年以降）
1973年 4月　北区滝野川に物流部門を設置。 
1979年10月　埼玉県川口市にコンピュータ制御による物流倉庫システムを設置。 
全社にオンラインシステムを完備。 
1983年12月　前社長藤原久雄、代表取締役社長に就任。 
1987年 4月　小学校の学習教材出版事業へ本格的に進出。 
1998年 4月　ホームページ開設。同年12月、ホームページでの通信販売を開始。 
2010年 2月　ホームページに『教育記事データベース』（雑誌記事検索閲覧サービス）を開設し、電子書籍事業に参入。 
2011年 5月 　明日の教育を創る人へのウェブマガジン『教育zine』 を開設。
2012年12月　本社を滝野川に移転。 
2014年 7月　教育書単行本の電子書籍の配信を開始。 
2015年12月　藤原光政、代表取締役社長に就任。